# Крута вулиця (Київ, Дарницький район)
Крута́ ву́лиця — вулиця в Дарницькому районі міста Києва, селище Бортничі. Пролягає від Березневої вулиці до Левадного провулку. 
Прилучається Кринична вулиця. 